# Тепляковка
Тепляковка — село в Базарно-Карабулакском районе Саратовской области Российской Федерации, является административным центром Тепляковского муниципального образования.

## География
Село Тепляковка расположено в Базарно-Карабулакском районе в центральной её части, в 11 км от районного центра Базарный Карабулак и в 92 км от города Саратова в верховьях реки Чернавка.

## Население
По данным переписи населения 2010 года в селе Тепляковка проживало 514 человек, из них 230 мужчин и 284 женщины.

## История
Русское владельческое село Тепляковка, также Троицкое, Козмодемьянское, образовалось в верховьях реки Чернавка примерно во второй четверти XVIII века.
Первая деревянная православная церковь во имя Космы и Дамиана была построена в 1750 году. В 1826 году на средства тепляковского помещика Устинова вместо неё возвели новый каменный храм с колокольней и железной крышей. Главный престол освятили во имя Святой Живоначальной Троицы.
Административно Тепляковка входила в Неёловскую волость Саратовского уезда.
При Советской власти Тепляковка стала центром одноимённого сельсовета и некоторое время входила в Вольский уезд. В 1930 году была основана новая школа. Троицкую церковь в годы богоборческих кампаний закрыли и впоследствии полностью разрушили.
Великая Отечественная война унесла жизни 173 жителей села.
В послевоенные годы Тепляковка являлась центральной усадьбой колхоза «Красная Звезда» и входила сначала в Берёзовский сельсовет, а затем снова в Тепляковский.
Современное типовое двухэтажное здание школы, получившей в 1988 году статус средней, было построено на Молодёжной улице в 1975 году. В том же году открылся тепляковский детский сад на Колхозной улице.

## Инфраструктура
Сегодня село полностью газифицировано, в большинстве домов имеется телефон. На территории осуществляет свою деятельность средняя общеобразовательная школа и детский сад «Ласточка», дом культуры, фельдшерско-акушерский пункт, отделения почты и Сбербанка, три магазина, котельная, водонапорная башня.
Главными предприятиями являлись кирпичный завод ООО ТКЗ «Крат Мастер» (ликвидировано 21.11.2016) и сельскохозяйственное ООО «АГРО Нива» с построенным в 2012 году молочным комплексом на 1200 коров (в стадии банкротства и ликвидации с октября 2021 года) .
На территории села в новом здание разместилась Троицкая церковь. Чин Великого освящения храма совершил 24 сентября 2016 года Митрополит Саратовский и Вольский Лонгин.